# 铜官区
铜官区是中国安徽省铜陵市的一个市辖区，是铜陵市政治、经济、文化和商业中心。于2015年10月由铜陵市原铜官山区与狮子山区合并成立。区人民政府駐木魚山大道666號。区域面积为98.1平方公里。

## 行政区划
铜官区前身为铜官山区与狮子山区。2015年10月13日，经国务院批准，撤销铜陵市铜官山区、狮子山区，设立铜陵市铜官区。由于铜官山区、狮子山区均进行了“区直管社区”综合体制改革，因此没有下辖街道办事处，由区一级直管社区。
铜官区现下辖1个镇、1个办事处、23个区直管社区、1个国家级经开区、1个国家级高新区：
- 镇：西湖镇
- 办事处：东郊办事处
- 社区：天井湖社区、映湖社区、五松社区、人民社区、梅塘社区、幸福社区、官塘社区、学苑社区、阳光社区、友好社区、螺蛳山社区、露采社区、金口岭社区、鹞山社区、滨江社区、金山社区、横港社区、狮子山社区、铜霞社区、立新社区、凤凰山社区、翠湖社区
- 经开区：铜陵经济技术开发区
- 高新区：铜陵狮子山高新技术产业开发区

2018年10月，将义安区五松镇齐潭村、双桥村、查壬村、建立村、马冲村、董冲村、新江村、湖边社区、石桥社区、近市社区、近城社区、联盟村、江滨村等13个村（社区）划归铜官区管辖。

## 人口民族
根据铜官区第七次全国人口普查结果，现将2020年11月1日零时全区人口的基本情况公布如下：全区常住人口为450949人，与2010年第六次全国人口普查的393069人相比，增加57880人，增长14.73%，年平均1.38%。

## 现任领导
| 机构     | · 中国共产党 · 铜陵市铜官区委员会 · 书记 | 铜陵市铜官区人民代表大会 常务委员会 主任 | 铜陵市铜官区人民政府 区长 | · 中国人民政治协商会议 · 铜陵市铜官区委员会 · 主席 | 铜陵市铜官区监察委员会 主任 |
| -------- | ---------------------------------------- | ---------------------------------------- | ------------------------- | -------------------------------------------------- | --------------------------- |
| 姓名     | 查文彪                                   | 方晓军                                   | 王保中                    | 查弟森                                             | 张弘                        |
| 民族     | 汉族                                     | 汉族                                     | 汉族                      | 汉族                                               | 汉族                        |
| 籍贯     | 安徽省太湖县                             | 安徽省铜陵市                             | 安徽省无为县              | ？                                                 | ？                          |
| 出生日期 | 1968年8月（56歲）                        | 1964年6月（60歲）                        | 1971年7月（53歲）         | ？                                                 | ？                          |
| 就任日期 | 2016年1月                                | 2016年1月                                | 2017年8月                 | 2016年6月                                          | 2017年12月                  |

## 经济
2017年，铜官区实现地区生产总值404亿元，同比增长8.5%。其中，第一产业增加值3.9亿元，增长3.0%；第二产业增加值197.51亿元，增长8.4%；第三产业增加值206.21亿元，增长8.6%。第一、第二、第三产业结构比重为0.1：48.9：51.0。全区共完成固定资产投资429.18亿元，同比增长17.5%。全区共实现社会消费零售总额185.2亿元，占全市54%，同比增长12.2%。